# ジャン＝ロベール・ピット

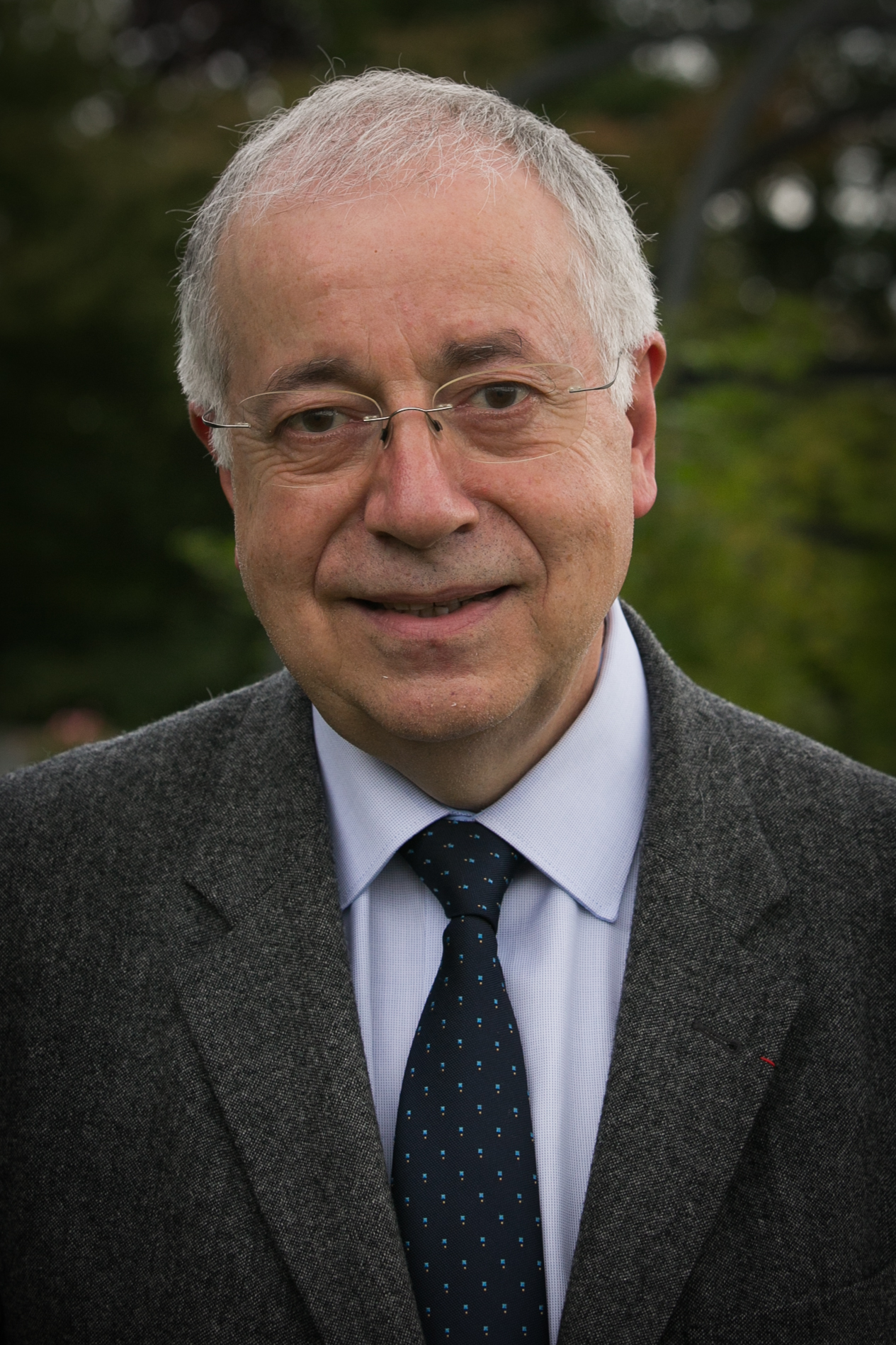
ジャン＝ロベール・ピット, サン＝ディエ＝デ＝ヴォージュ, 2013

ジャン＝ロベール・ピット（Jean-Robert Pitte、1949年8月12日 - ）は、パリ生まれのフランスの地理学者。ピットは景観と食文化の専門家であり、パリ地理学会会長、国際地理学フェスティバル開発協会 (l'Association pour le développement du Festival international de géographie (FIG)) 会長、食の遺産と文化のフランス委員会 (Mission française du patrimoine et des cultures alimentaires (MFPCA)) 委員長を務めており、さらに、シャトー・デュ・クロ・ド・ヴージョ (Château du Clos de Vougeot) で開催される『Livres en Vignes（ワインの本）』祭の代表者でもある。2011年には、フランス・ワイン・アカデミー (Académie du vin de France) 会長となった。
2008年3月3日、ピットはフランス学士院倫理・政治学アカデミー (Académie des sciences morales et politiques) 歴史・地理学部門の会員に1回目の投票で選出され、ピエール・ジョルジュ死去後の空席を埋めた。
ピットは、2003年から2008年まで、パリ第4大学（パリ・ソルボンヌ）(Université Paris Sorbonne-Paris IV) の学長を務めた。
ピットは、大学入学試験の堅持を求め、また、大学授業料の引き上げを求める立場から論陣を張り、これによって生じる影響を緩和するために奨学金の引き上げと、所得に応じた負担の調整を行なうべきだと主張した。

## 学歴
ピットは1966年から1971年にかけてソルボンヌ（パリ大学）に学び、1971年に学士となった。1975年、パリ第4大学で地理学の博士号を取得した。1986年には、同大学から文学博士号を得ている。

## 業績
ピットには、人間と栗の関係史についての著作もあり、景観形成史や食文化研究におもな関心を寄せている。
1983年に公刊された、ピットの『フランス文化と風景 (Histoire du paysage français)』は、フランスの都市や農村の景観の進化を跡づけたものである。そこでは、人間の諸活動がいかに景観を改変して来たかを、ローマの属州としてのガリア (Gaule romaine) の体系的な都市計画から、田園空間の馴致化の進行を経て、近代における農地の交換分合 (remembrement) やグランド・アンサンブル（grand ensemble：大規模集合住宅）の建設に至る過程に焦点が当てられている。ピットは、古代における自然と都市建設から中世までの時代を「神聖な (sacré)」ものとし、ルネサンス以降の近代を特徴付けて「世俗的な (profane)」ものとして対置した上で、現代が「凡庸な景観 (paysage banal)」に終わる虞れがあると論じている。

## 大学関係の職歴

### 教職
ピットは、アグレガシオン（教授資格）を得た後、パリのリセ・シャプタル（lycée Chaptal：高等学校）の教授を1年務めてから、国家奉仕活動に志願してヌアクショット（モーリタニア）の高等師範学校の助手を2年務めた。1974年、パリ第4大学の助手となり、その後、講師を経て助教授 (Maître de conférences) となった。さらに1988年に、地理学の教授となっている。

### 行政職
ピットはパリ第4大学において、1988年から1991年まで都市計画・開発研究所の代表を、次いで1991年から1993年には地理学・開発分野の教育研究単位（unité de formation et de recherche：学問領域別の教育研究組織）の代表を務めた。1992年、ピットは地理学のフランス全国委員会の会長となり、2000年まで2期の任期を務めた。1993年から1995年まで、ピットは高等教育・研究省に置かれた大学地図・地方業務委員会 (Mission de la Carte universitaire et des Affaires régionales) の委員長であった。
1997年から2001年まで、ピットはパリ第4大学の副学長となり、2003年から2008年にかけては同大学の学長を務めた。
ピットは、フランス大学長評議会 (conférence des présidents d'université) の渉外委員会の委員でもあり、また、欧州・歴史と食文化研究所 (Institut européen d'histoire et des cultures de l'alimentation) の学術顧問でもある。
2010年6月23日からは、2009年の労働法典の改正によって新設された情報・進路指導委員 (délégué à l'information et à l'orientation) となった。 

## 言論
人文学系の研究者の中で、ピットは、率直な物言いで際立っている。
ピットは、特に、2006年の初期雇用契約導入に反対する学生運動の高揚以降、社会的な論争となるような多くの問題について発言している。ピットは学生たちによる大学の占拠に反対し、そのような行為は「違法で醜聞的」だとし、学生たちの振る舞いは「甘やかされた子どもたち」のようで、「何でももらえる」と思いこんでいる、と述べた。こうした批判は、著書『Jeunes on vous ment』にまとめられ、運動終息の数週間後に出版された。ピットは、ブレス鶏 (poule de Bresse) の飼育には1羽に10m2の空間が用意されるのに、ソルボンヌ（パリ大学）の学生たちにはひとり2.6m2しか空間が与えられていないことを指摘し、その責任は「教育機関の公的所有」と「労働組合による改革への妨害」にあると主張した。この本は、一部の労働組合関係者の間から、強い反発を招いた。
ピットは、「幽霊学生 (étudiants fantômes)」の追放を求める動きを支持し、「その犠牲の上に、学園の名声や評判を守る」ためには、授業料の引き上げこそが唯一の解決策だとした。
こうした言論によって、ピットは「反動」と評された。
2007年3月、ピットは、大学自治の機構改革や入学検定料・授業料の引き上げが速やかに行なわれないのであれば、パリ・ドフィーヌ大学 (Université Paris-Dauphine) から 特別高等教育機関 (grand établissement) の位置づけを剥奪すべきだと表明した。
2007年、ピットは大学の自由と責任に関する法律 (loi relative aux libertés et responsabilités des universités) の内容を行き過ぎであると主張し、特にガバナンス（組織統治）について、大学共同体が余りに閉鎖的に過ぎると論じた。ピットは、偽善的な現行の学生選考制度は失敗であり、知性的な進路指導に基づく選抜によってすべての者に成功を、速やかに仕事に結びつく学位の取得という型でもたらすことが可能だと論じた。こうした発言は、ピットを「右派への肩入れで知られる」存在としたが、他方では、同僚教員、大学職員、そして学生たちの支持を失い、2008年3月14日にパリ第4大学ソルボンヌの学長職を追われ、2007年のフランス大統領選挙で社会党のセゴレーヌ・ロワイヤル候補を支持していた左派のジョルジュ・モリニエ (Georges Molinié) 教授が学長に復帰した。
2010年6月23日、ジャン＝ロベール・ピットは、フランソワ・フィヨン首相によって「情報・進路指導委員」に任命された。

## 栄誉
- レジオンドヌール勲章 シュヴァリエ
- 国家功労勲章 オフィシエ
- 教育功労章 オフィシエ
- 芸術文化勲章 コマンドゥール
- 旭日双光章
- 倫理・政治学アカデミー
- フランス学士院倫理・政治学アカデミー 会員
- 海外科学アカデミー (Académie des sciences d'outre-mer) 会員
- 欧州学術院 (Academia Europaea) 会員
- フランス・ワイン・アカデミー 会員（2010年より会長）
- ディジョン科学・芸術・文学アカデミー (Académie des Sciences, Arts et Belles Lettres de Dijon) 会員
- ボルドー・ワイン・アカデミー (Académie du Vin de Bordeaux) 会員
- 名誉博士号 - テルアビブ大学（イスラエル）、ヤシ大学（ルーマニア）、トビリシ国立大学 (Université d'État de Tbilissi)（グルジア）、ヨーク大学（カナダ、トロント）

## 著書
- 2011年：Une famille d'Europe Fayard
- 2010年：Le génie des lieux, CNRS-Éditions.
- 2009年：À la table des dieux, Fayard.
- 2009年：Le désir du vin à la conquête du monde, Fayard.
  - （日本語訳：幸田礼雅 訳）ワインの世界史：海を渡ったワインの秘密、原書房、2012年
- 2007年：Stop à l'arnaque du bac : plaidoyer pour un bac utile, Oh! Éditions ISBN 2915056544
- 2006年：Jeunes, on vous ment ! Reconstruire l'université, Fayard ISBN 2213630518
- 2006年：Géographie culturelle, Fayard
- 2005年：Bordeaux-Bourgogne. Les passions rivales, Hachette
  - （日本語訳：大友竜 訳） ボルドー vs ブルゴーニュ せめぎあう情熱、日本評論社、2007年
- 2004年：Le Vin et le divin, Fayard
- 2002年： Philippe Lamour, Père de l'aménagement du territoire, Fayard.
- 1997年：La France, Nathan
- 1993年：Paris. Histoire d'une ville (sous la dir.), Hachette
  - （日本語訳：木村尚三郎 訳）パリ歴史地図、東京書籍、2000年
- 1991年：Gastronomie française. Histoire et géographie d'une passion, Fayard
  - （日本語訳：千石玲子 訳）美食のフランス— 歴史と風土、白水社、1996年
- 1983年：Histoire du paysage français, 2 vol., Tallandier. 5e édition, 1 vol. 2011.
  - （日本語訳：高橋伸夫、手塚章 訳）フランス文化と風景（上・下）、東洋書林、1998年）
- 1977年：Nouakchott, capitale de la Mauritanie, Publications du département de géographie de l'Université de Paris IV